# Vitense
Vitense is een plaats en voormalige gemeente in de Duitse deelstaat Mecklenburg-Voor-Pommeren, en maakt deel uit van het Landkreis Nordwestmecklenburg.
Vitense telt  353 inwoners.
Vitense werd op 25 mei 2014 als gemeente opgeheven en opgenomen in de gemeente Rehna.